# Anders Hård
Anders Gunnar Hård, född 3 november 1922 i Matteus församling i Stockholm, död 6 mars 2009 i Vallentuna församling, var en svensk färgexpert och en av upphovsmännen till NCS-systemet.
Anders Hård, som var ingenjör och utexaminerad civilekonom från Handelshögskolan i Stockholm, arbetade först med marknadsföringsfrågor, bland annat som marknadschef på Alcro färg. Ombedd att organisera en neutral färgforskning var han 1962 med och bildade och ledde först Colour Center och sedan 1964 Stiftelsen Svensk Färgcentrum. Hård var även bidragande till att den internationella färgorganisationen AIC bildades 1969. Hård etablerade sig som färgforskare, ledde forskningsarbetet och omarbetade Tryggve Johanssons och Sven Hesselgrens färgsystem till vad som kom att bli NCS-systemet, som vid AIC:s första internationella färgsymposium i Luzern 1965 blev erkänt som det enda perceptiva färgsystemet. NCS-forskningsarbetet gjordes tillsammans med laborator Gunnar Tonnquist (fysiker) och doktor Lars Sivik (psykolog).
År 1989 blev Anders Hård teknologie hedersdoktor vid Chalmers tekniska högskola och 1997 i Japan erhöll han tillsammans med Tonnquist och Sivik färgvärldens förnämsta utmärkelse AIC:s guldmedalj D. B. Judd AIC Award ”for important work in colour science”. Under färgforskningstiden på 1960 och 1970-talet experimentalundervisade Hård dessutom färglära i Färgskolan, vid KTH:s arkitektursektion och vid Konstfack. Under 1970- och 80-talen fortsatte Hård färgforskningen under tema "Färg – människa och miljö" och de sista fem åren av sitt yrkesliv innehade Anders Hård en gästprofessur på arkitektursektionen vid Chalmers tekniska högskola.
NCS introducerades kommersiellt som svensk nationell standard 1979 och har senare också antagits som standard i många andra länder. Det används vid färgsättning, färgforskning och färgkommunikation i Sverige och var 2009 världens näst mest använda färgbeteckningssystem. NCS-systemet har gjort svensk färgforskning och Anders Hård internationellt kända.

## Böcker av Anders Hård
Hård, Anders; Svedmyr, Åke (1995). Färgsystemet NCS. Tanke, tillkomst, tillämpning. Färgantologi bok1. Stockholm: Byggforskningsrådet.
Hård, Anders; Küller, Rikard; Sivik, Lars; Svedmyr, Åke (1995) Upplevelse av färg och färgsatt miljö. Färgantologi bok2. Stockholm: Byggforskningsrådet